# یورگن پترسون (بازیکن فوتبال)
یورگن پترسون (انگلیسی: Jörgen Pettersson؛ زادهٔ ۲۹ سپتامبر ۱۹۷۵) بازیکن فوتبال اهل سوئد است.
از باشگاه‌هایی که در آن بازی کرده‌است می‌توان به باشگاه فوتبال بروسیا مونشن‌گلادباخ، باشگاه فوتبال کایزرسلاوترن، باشگاه فوتبال مالمو، و باشگاه فوتبال کپنهاگن اشاره کرد.
وی همچنین در تیم‌های ملی فوتبال Sweden national under-17 football team, Sweden national under-19 football team، زیر ۲۱ سال سوئد، و سوئد بازی کرده‌است.